# 海拉苏镇
海拉苏镇，是中华人民共和国内蒙古自治区赤峰市翁牛特旗下辖的一个乡镇级行政单位。

## 行政区划
海拉苏镇下辖以下地区：
镇中社区、海拉苏嘎查、呼勒塔拉嘎查、散达嘎嘎查和乌兰吉达盖嘎查。